# Pieter van den Keere

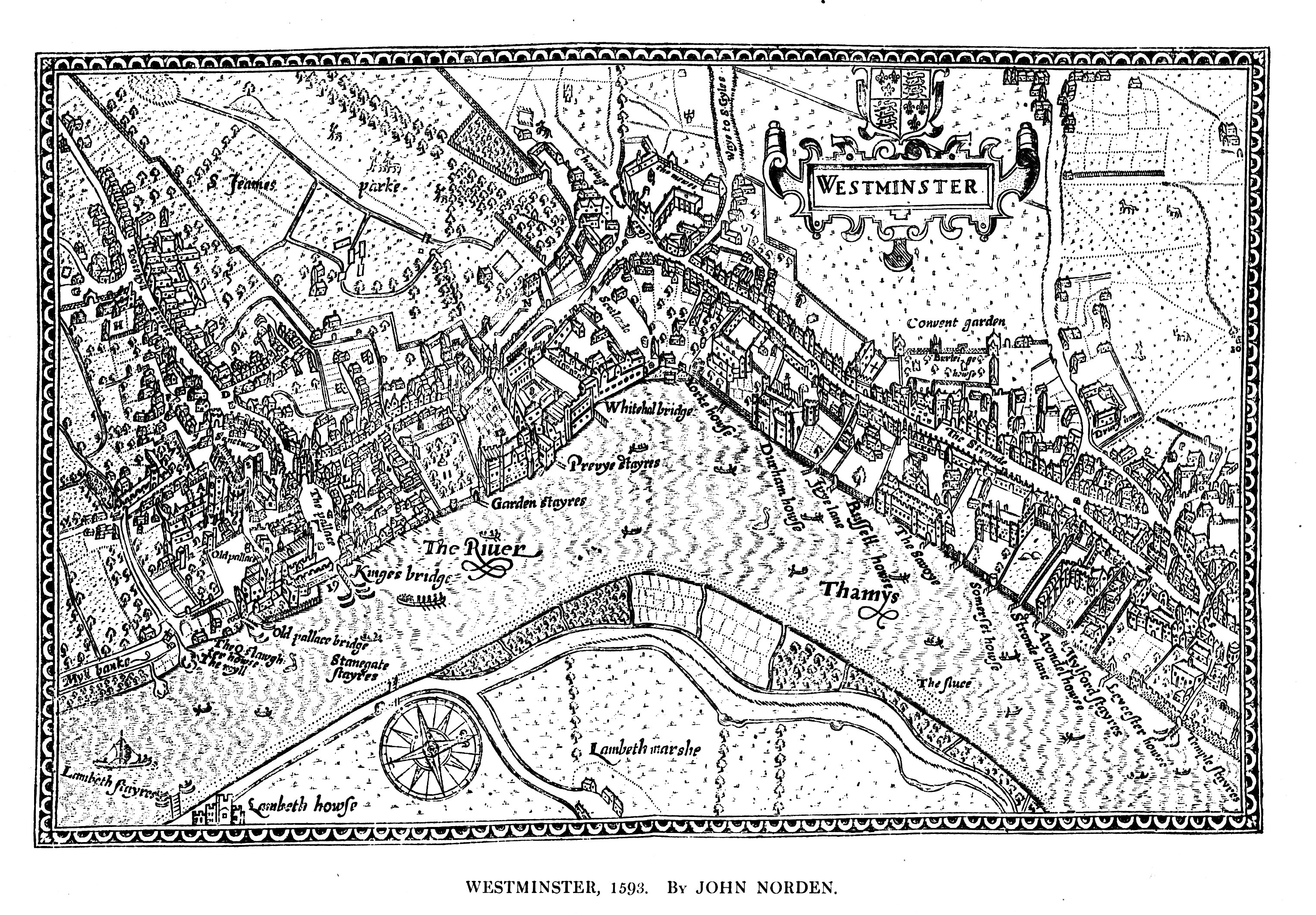
John Norden's Map of Westminster, engraved by Pieter Van den Keere, 1593

Pieter van den Keere, noto anche come Pietro Kaerius (Gand, 1571 – Gand, 1646), è stato un cartografo, incisore e editore olandese.

## Biografia
Figlio del tipografo  Hendric van den Keere, le sue prime tavole si possono trovare in John Norden "Speculum Britanniae" (1593), tra cui alcune viste aeree di Londra e Westminster Abbey. Fuggito a Londra a causa di disordini religiosi e persecuzione, lavorò come incisore e cartografo, e durante la sua vita incise molte mappe per i cartografi del suo tempo. Nel 1599 incise le mappe per le 44 contee inglesi e del Galles che furono pubblicate fra il 1605 e il 1610 e produsse anche un atlante dei Paesi Bassi e l'Atlas minor, un'edizione tascabile conosciuta anche come "Miniature Speeds" dal momento che usava le indicazioni delle mappe più grosse di John Speed. L'Atlante dei Paesi Bassi "Germania inferior" fu inciso nel 1617, riportante il suo nome come editore e la sua firma su differenti mappe. In aggiunta a diverse topografie, inclusa quella di Amsterdam (1618) e Norimberga (1619), Pieter van der Keere incise una mappa del mondo ("Nova totius terrarum orbis...") nel 1621, che fu stampata da Johannes Janssonius ad Amsterdam. In base a delle evidenze risultanti da un inventario risalente al 1623 che mostra molti lavori di questo tipo, parrebbe che Van den Keer gestisse un'attività di incisioni sin dal 1620. Pieter van den Keere tornò in Olanda nel 1596 e si stabilì ad Amsterdam, dove visse e lavorò fino alla morte. Oltre alla sua attività come incisore,  divento' un editore nel 1609.